# Линдлоф, Эвальд
Эвальд Линдлоф (нем. Ewald Lindloff; 27 сентября 1908, Штуба, Западная Пруссия — 2 мая 1945, Берлин) — офицер СС, гауптштурмфюрер СС (30 января 1945). Один из находившихся в фюрербункере лиц в момент самоубийства Адольфа Гитлера.

## Биография
Родился в Западнопрусском селении Штуба (ныне - польская Штобна), расположенного рядом с Данцигом. С 1928 по 1933 г. учился в инженерном училище. 1 мая 1932 г. вступил в СС (билет № 48 863). 15 июля 1933 г. был зачислен в «Лейбштандарт СС Адольф Гитлер». С 20 октября 1942 по 10 мая 1943 г. находился на действительной боевой службе в «Лейбштандарте».
В апреле 1945 г. получил назначение в отряд сопровождения фюрера (нем. Führerbegleitkommando). В день самоубийства Гитлера 30 апреля 1945 г. находился в фюрербункере. Позднее, вместе с Петером  Хеглем, Хайнцем Линге и Гансом Рейссером участвовал в выносе тел Адольфа Гитлера и Евы Браун в сад Рейхсканцелярии для последующей их кремации.
Погиб 2 мая при попытке перейти через Вайдендамский мост в районе Фридрихштрассе.

## Присвоение званий
- Унтерштурмфюрер СС (30 января 1941)[1]
- Оберштурмфюрер СС (9 ноября 1943)
- Гауптштурмфюрер СС (30 января 1945)